# Alex Vetchinsky
Alex Vetchinsky, de son vrai nom Alec Hyman Vetchinsky, est un chef décorateur et un directeur artistique britannique né le 9 novembre 1904 à Londres (Angleterre) et mort le 4 mars 1980 à Hove (Sussex de l'Est, Angleterre).

## Filmographie
- 1930 : Balaclava de Maurice Elvey et Milton Rosmer
- 1931 : Michael and Mary de Victor Saville
- 1931 : A Symphony in Two Flats de Gareth Gundrey
- 1932 : The Faithful Heart de Victor Saville
- 1932 : Love on Wheels de Victor Saville
- 1932 : Lord Babs de Walter Forde
- 1932 : Jack's the Boy de Walter Forde
- 1932 : Sunshine Susie de Victor Saville
- 1932 : Marry Me de Wilhelm Thiele
- 1933 : Vendredi 13 (Friday the Thirteenth) de Victor Saville
- 1933 : The Man from Toronto de Sinclair Hill
- 1933 : The Lucky Number d'Anthony Asquith
- 1933 : It's a Boy! de Tim Whelan
- 1933 : Falling for You de Jack Hulbert et Robert Stevenson
- 1933 : Soldiers of the King de Maurice Elvey
- 1934 : Aunt Sally de Tim Whelan
- 1935 : Boys Will Be Boys de William Beaudine
- 1935 : Things Are Looking Up de Albert de Courville
- 1935 : The Phantom Light de Michael Powell
- 1936 : Everybody Dance de Charles Reisner
- 1936 : Stormy Weather de Tom Walls
- 1936 : Cerveaux de rechange (The Man Who Changed His Mind) de Robert Stevenson
- 1936 : Foreign Affaires de Tom Walls
- 1936 : Where There's a Will (film, 1936) (en)  de William Beaudine
- 1936 : Jack of All Trades de Jack Hulbert et Robert Stevenson
- 1936 : Marie Tudor (Tudor Rose) de Robert Stevenson
- 1936 : Windbag the Sailor de William Beaudine
- 1936 : All In! de Marcel Varnel
- 1937 : Oh, Mr. Porter! de Marcel Varnel
- 1937 : Good Morning, Boys! de Marcel Varnel
- 1937 : O-kay for Sound de Marcel Varnel
- 1937 : Doctor Syn de Roy William Neill
- 1937 : Said O'Reilly to McNab de William Beaudine
- 1938 : Hey! Hey! U.S.A.! de Marcel Varnel
- 1938 : Old Bones of the River de Marcel Varnel
- 1938 : Une femme disparaît (The Lady Vanishes) d'Alfred Hitchcock
- 1938 : Convict 99 de Marcel Varnel
- 1938 : Week-end (Bank Holiday) de Carol Reed
- 1938 : Alf's Button Afloat de Marcel Varnel
- 1938 : Owd Bob de Robert Stevenson
- 1939 : The Frozen Limits de Marcel Varnel
- 1939 : Shipyard Sally de Monty Banks
- 1939 : Ask a Policeman de Marcel Varnel
- 1939 : A Girl Must Live de Carol Reed
- 1939 : Where's That Fire? de Marcel Varnel
- 1940 : Inspector Hornleigh on Holiday de Walter Forde
- 1940 : Charley's (Big-hearted) Aunt de Walter Forde
- 1940 : Train de nuit pour Munich (Night Train to Munich) de Carol Reed
- 1940 : Band Waggon de Marcel Varnel
- 1940 : Le Dernier Témoin (The Girl in the News) de Carol Reed
- 1941 : I Thank You de Marcel Varnel
- 1941 : Once a Crook de Herbert Mason
- 1941 : Gasbags de Marcel Varnel
- 1941 : The Ghost Train de Walter Forde
- 1941 : Inspector Hornleigh Goes to It de Walter Forde
- 1941 : Cottage à louer (Cottage to Let) d'Anthony Asquith
- 1941 : Kipps de Carol Reed
- 1942 : The Young Mr. Pitt de Carol Reed
- 1942 : Uncensored d'Anthony Asquith
- 1943 : Combat éternel (The Lamp Still Burns) de Maurice Elvey
- 1943 : The Flemish Farm de Jeffrey Dell
- 1944 : Tawny Pipit de Bernard Miles et Charles Saunders
- 1944 : Don't Take It to Heart! de Jeffrey Dell
- 1945 : Un soir de rixe (Waterloo Road) de Sidney Gilliat
- 1946 : Amour tragique (Beware of Pity) de Maurice Elvey
- 1947 : Les Monts brûlés (Hungry Hill) de Brian Desmond Hurst
- 1947 : L'Homme d'octobre (The October Man) de Roy Ward Baker
- 1948 : L'Évadé de Dartmoor (Escape) de Joseph L. Mankiewicz
- 1948 : It's Hard to Be Good de Jeffrey Dell
- 1948 : The Weaker Sex (en) de Roy Ward Baker
- 1948 : The Mark of Cain de Brian Desmond Hurst
- 1949 : Donnez-nous aujourd'hui (Give Us This Day) d'Edward Dmytryk
- 1949 : Madness of the Heart de Charles Bennett
- 1950 : Waterfront de Michael Anderson
- 1950 : La nuit commence à l'aube (Morning Departure) de Roy Ward Baker
- 1951 : Highly Dangerous de Roy Ward Baker
- 1951 : Haute Trahison (film, 1951)- (High Treason) de Roy Boulting
- 1951 : Night without Stars d'Anthony Pelissier
- 1952 : Rapt (Hunted) de Charles Crichton
- 1952 : Something Money Can't Buy de Pat Jackson
- 1953 : Le Roi de la pagaille (Trouble in Store) de John Paddy Carstairs
- 1953 : Single-handed de Roy Boulting
- 1953 : The Long Memory de Robert Hamer
- 1954 : Up to His Neck de John Paddy Carstairs
- 1954 : Le Serment du chevalier noir (The Black Knight) de Tay Garnett
- 1954 : L'Enfer au-dessous de zéro (Hell below Zero) de Mark Robson
- 1955 : Les Indomptables de Colditz (The Colditz Story) de Guy Hamilton
- 1955 : Passage Home de Roy Ward Baker
- 1955 : Fièvre blonde (Value for Money) de Ken Annakin
- 1956 : Ma vie commence en Malaisie (A Town Like Alice) de Jack Lee
- 1956 : La Maison des secrets (House of Secrets) de Guy Green
- 1957 : Intelligence Service (Ill Met by Moonlight) de Michael Powell et Emeric Pressburger
- 1957 : À main armée (Robbery under Arms) de Jack Lee
- 1958 : Atlantique, latitude 41° (A Night to Remember) de Roy Ward Baker
- 1958 : Allez-y sergent ! (Carry On Sergeant) de Gerald Thomas
- 1959 : Un thermomètre pour le colonel (Carry On Nurse) de Gerald Thomas
- 1959 : Opération Amsterdam (Operation Amsterdam) de Michael McCarthy
- 1959 : Aux frontières des Indes (North West Frontier) de J. Lee Thompson
- 1960 : Les Conspiratrices (Conspiracy of Hearts) de Ralph Thomas
- 1961 : Flammes dans la rue (Flame in the Streets) de Roy Ward Baker
- 1961 : Le Cavalier noir (The Singer Not the Song) de Roy Ward Baker
- 1961 : La Victime (Victim) de Basil Dearden
- 1962 : Accusé, levez-vous (Life for Ruth) de Basil Dearden
- 1962 : The Wild and the Willing de Ralph Thomas
- 1962 : La Belle des îles (Tiara Tahiti) de Ted Kotcheff
- 1963 : Bitter Harvest de Peter Graham Scott
- 1963 : Docteur en détresse (Doctor in Distress) de Ralph Thomas
- 1963 : L'Indic (The Informers) de Ken Annakin
- 1964 : Agent secret 00.0H contre docteur Crow (Carry On Spying)  de Gerald Thomas
- 1964 : La Rue du péché (This Is My Street) de Sidney Hayers
- 1965 : Rotten to the Core de John Boulting
- 1965 : Les Aventures amoureuses de Moll Flanders (The Amorous Adventures of Moll Flanders) de Terence Young
- 1965 : Sherlock Holmes contre Jack l'Éventreur (A Study in Terror) de James Hill
- 1966 : Doctor in Clover  de Ralph Thomas
- 1967 : Monsieur Lecoq de Seth Holt
- 1967 : La Nuit de la grande chaleur (Night of the Big Heat) de Terence Fisher
- 1967 : Plus féroces que les mâles (Deadlier than the Male) de Ralph Thomas
- 1967 : Les Turbans rouges (The Long Duel) de Ken Annakin
- 1967 : Follow That Camel de Gerald Thomas
- 1968 : Carry On... Up the Khyber de Gerald Thomas
- 1969 : La Châtelaine et ses truands (Crooks and Coronets) de Jim O'Connolly
- 1970 : Carry On Up the Jungle de Gerald Thomas
- 1970 : David Copperfield (TV)
- 1971 : Jane Eyre (TV)
- 1971 : Kidnapped de Delbert Mann
- 1972 : Diamonds on Wheels (TV)
- 1974 : Gold de Peter Hunt

## Nominations
- BAFTA 1966 : British Academy Film Award des meilleurs décors pour Rotten to the Core (en)